# Mihail Manicatide
Mihail Manicatide (n. 7 noiembrie 1867, Giurgiu – d. 17 februarie 1954, București) a fost un medic pediatru român, profesor la Facultățile de Medicină din Iași și București. Este considerat fondatorul școlii științifice românești de pediatrie. Este autorul a două tratate de medicină infantilă apărute în mai multe ediții.

## Biografie
Mihail (Mihai în unele surse) Manicatide s-a născut în 1867 în orașul Giurgiu într-o familie de români macedoneni. Termină studiile liceale la Liceul „Sf. Sava” din București și urmează cursurile Facultății de Medicină din București unde obține, în 1893, titlul de doctor în medicină cu teza intitulată Studiul anatomo-patologic al ficatului.
Pleacă la Paris ca bursier pentru a se specializa în pediatrie. Între anii 1897 și 1899 studiază la Berlin, la Institutul de anatomie patologică condus de către Rudolf Virchow și în Clinica infantilă a profesorilor Otto Heubner⁠(de)[traduceți] și Adalbert Czerny⁠(en)[traduceți], perioadă în care a fost președintele Societății românilor din Berlin, societate înființată în 1896.
În 1900 este numit profesor de pediatrie la Facultatea de Medicină din Iași unde activează până în 1920 când este transferat la București. La insistențele sale, lângă Spitalul „Sfântul Spiridon” din Iași, sunt construite pavilioane destinat bolnavilor contagioși, adulți și copii, constituind nucleul a ceea ce va deveni mai târziu Spitalul „Izolarea”.
În 1919 Mihail Manicatide a făcut parte din comisia universitară care a selecționat corpul didactic al nou înființatei Universități din Cluj.
A fost unul din elevii lui Victor Babeș, realizând cercetări în domeniul meningitei cerebrospinale la copii și al seroterapiei tusei convulsive.

## Familia
A avut doi fii:
- Emanoil Titu Manicatide (1910-2004), a fost un cunoscut medic pediatru român
- Radu Manicatide (1912-2004), a fost un cunoscut inginer constructor de aeronave și pilot român.

## Opera
- Asupra cauzei mortalității copiilor
- Mama și copilul
- Microbul și seroterapia tusei convulsive
- Patologia medicală infantilă
- Proliferările celulelor ficatului în diferitele lui afecțiuni
- Studiu asupra puncțiunii lombare
- Tuberculoză
- Etude chimico-therapeutique